# 607 Jenny
607 Jenny este un asteroid din centura principală, descoperit pe 18 septembrie 1906, de August Kopff.